# Religiosam vitam
Religiosam vitam [eligentibus] (на латински: [Тези, които избират] религиозния живот) е папска була на римския папа Хонорий III от 22 декември 1216 г., с която се утвърждава Доминиканският орден.
Както и останалите папски були, и тази получава името си по първите думи от текста. Доминиканският орден, който има по това време манастири в Рим, Париж и Болоня, е признат първоначално от епископа на Тулуза през 1215 г., преди да получи официалното одобрение и от папа Хонорий III през 1216 г. Орденът приема за своята дейност върховенството и правилата на Свети Августин. С булата папата предоставя определени права и привилегии на ордена, като предоставя защита на ордена и неговото имущество от посегателства на трети лица под страх от отлъчване от църквата.